# Даин
Даи́н (кит. упр. 大英, пиньинь Dàyīng) — уезд городского округа Суйнин провинции Сычуань (КНР).

## История
При империи Восточная Цзинь в 355 году из части территории уездов Ци и Гуанхань был образован уезд Басин (巴兴县). При империи Западная Вэй в 555 году он был переименован в уезд Чанцзян (长江县).
При империи Юань в 1282 году в связи с малонаселённостью уезд Чанцзян был присоединён к уезду Пэнси (蓬溪县).
При империи Мин в 1377 году уезд Пэнси был присоединён к уезду Суйнин (遂宁县), но в 1380 году восстановлен.
При империи Цин в 1653 году уезд Суйнин был присоединён к уезду Пэнси, но в 1660 году выделен вновь.
В 1950 году был образован Специальный район Суйнин (遂宁专区), и уезд Пэнси перешёл под его юрисдикцию. В 1958 году Специальный район Суйнин был расформирован, и уезд Суйнин перешёл под юрисдикцию Специального района Мяньян (绵阳专区). В 1968 году Специальный район Мяньян был переименован в Округ Мяньян (绵阳地区).
В 1985 году постановлением Госсовета КНР округ Мяньян был расформирован, а на его территории были образованы городские округа Мяньян, Гуанъюань и Суйнин. Уезд Пэнси вошёл в состав городского округа Суйнин.
В 1997 году из уезда Пэнси был выделен уезд Даин.

## Административное деление
Уезд Даин делится на 8 посёлков и 3 волости.